# 加錢蒂瓦
加錢蒂瓦是哥倫比亞的城鎮，位於該國東北部，由博亞卡省負責管轄，距離首府通哈57公里，始建於1715年，面積66平方公里，海拔高度2,333米，2005年人口2,985。
5°45′N 73°30′W / 5.750°N 73.500°W